# Партизан (фільм)
«Партизан» (англ. Partisan) — австралійський драматичний фільм-трилер, знятий дебютантом Еріелем Клейманом. Прем'єра стрічки відбулась 25 січня 2015 року у секції «Світове кіно» на кінофестивалі «Санденс» 2015, де вона отримала приз за операторську роботу.

## Сюжет
Сюзанна та її син Александр живуть в закритій громаді Грегорі, який захищає жінок та їх дітей у місці,  ізольованому від зовнішнього світу. Александр — найкращий учень та найстарший син Грегорі, який вміло виконує його небезпечні доручення. Але останнім часом Грегорі відчуває загрозу від допитливості хлопчика і вважає, що той його більше не любить. Тим часом, Александр починає думати та діяти самостійно.

## У ролях
- Венсан Кассель — Грегорі
- Джеремі Чебріель — Александр
- Тімоті Стайлз — Гері
- Флоренц Меццара — Сюзанна

## Сприйняття
Фільм отримав змішані відгуки від критиків. На вебсайті Rotten Tomatoes фільм має 82% рейтинг, заснований на 11 рецензіях критиків, а його середній бал становить 6,7/10. На Metacritic фільм отримав 60 балів зі 100, які засновані на 4 рецензіях, що означає «змішані, або середні відгуки».

## Визнання
| Нагороди та номінації фільму «Партизан» | Нагороди та номінації фільму «Партизан» | Нагороди та номінації фільму «Партизан»                                      | Нагороди та номінації фільму «Партизан» | Нагороди та номінації фільму «Партизан» | Нагороди та номінації фільму «Партизан» |
| Рік                                     | Нагорода                                | Категорія                                                                    | Номінант                                | Результат                               |                                         |
| --------------------------------------- | --------------------------------------- | ---------------------------------------------------------------------------- | --------------------------------------- | --------------------------------------- | --------------------------------------- |
| 2015                                    | Кінофестиваль «Санденс» 2015            | Приз за операторську роботу в категорії «Драматичний фільм» («Світове кіно») | «Партизан»                              | Перемога                                |                                         |
| 2015                                    | Кінофестиваль «Санденс» 2015            | Ґран-прі в категорії «Драматичний фільм» («Світове кіно»)                    | «Партизан»                              | Номінація                               |                                         |